# Lubsko Południowe
Lubsko Południowe – zamknięty kolejowy przystanek osobowy i ładownia publiczna na linii kolejowej nr 365 w mieście Lubsko, w powiecie żarskim w województwie lubuskim, w Polsce.